# Cancelleria
La cancelleria d'una Ambaixada és l'edifici on el troben els locals de la missió diplomàtica. En sentit ampli, l'Ambaixada integra tant els locals de la missió diplomàtica, com la residència de l'Ambaixador, i el personal diplomàtic acreditat. Segons l'article 22 de la Convenció de Viena sobre relacions diplomàtiques els locals de la missió diplomàtica són inviolables.
Antigament, la cancelleria era el despatx o oficina destinada a registrar i segellar els documents reals. El funcionari principal de la mateixa o secretari del rei es deia canceller. Aquest ofici data de Constantí el Gran. A la Corona d'Aragó, des del Segle XIII existia la Cancelleria Reial, que era l'organisme administratiu dels comptes-reis de la Corona d'Aragó, creada per Jaume I.
En l'actualitat, la majoria de països de l'Amèrica Llatina utilitzen la paraula cancelleria ("Cancillería" en espanyol) per a designar el seu Ministeri d'Afers Exteriors.
Al Ministeri d'Afers Exteriors d'Espanya, existeix la subdirecció general de Cancelleria sota la direcció de l'Introductor d'Ambaixadors o "Cap de protocol".